# Anna Kikina
Anna Joerevna Kikina (Russisch: Анна Юрьевна Кикина) (Novosibirsk, 27 augustus 1984) is een Russische ingenieur en kosmonaut. In 2022 was zij de enige vrouwelijke kosmonaut in actieve dienst bij Roskosmos.

## Loopbaan
Kikina studeerde cum laude af aan de Novosibirsk Staatsuniversiteit voor Watertransporttechniek. Ze behaalde ook haar diploma in economie en management.
In juni 2020 zei collega-kosmonaut Oleg Kononenko dat Kikina naar verwachting zou vliegen op een missie in de herfst van 2022 naar het internationale ruimtestation (ISS) en een ruimtewandeling zou maken tijdens die missie. In september 2021 meldde RIA Novosti dat Kikina was toegewezen aan de Sojoez MS-22-missie, die op 21 september 2022 zou worden gelanceerd voor een missie van 188 dagen.
In december 2021 kondigde Roskosmos-directeur-generaal Dmitry Rogozin aan dat ze in september 2022 op een Amerikaans commercieel ruimtevaartuig zou vliegen, terwijl een NASA-astronaut onderdeel zou uitmaken van een missie met een Sojoez-ruimtecapsule, wat haar de eerste Russische kosmonaut zou maken die een Crew Dragon zou besturen en de eerste Roskosmos-kosmonaut om sinds 2002 aan boord van een Amerikaans ruimtevaartuig te vliegen.
In oktober 2022 werd Kikina gelanceerd aan boord van SpaceX Crew-5 naar het internationale ruimtestation (ISS) als onderdeel van ISS-Expeditie 68 en 69.

## Privéleven
Kikina werd geboren in Novosibirsk. Ze werkte als gids in de regio Altai, evenals als zwem- en parachutisteninstructeur en was tevens werkzaam als radiopresentator voor Radio Siberië. Kikina is getrouwd met Alexander Serdyuk, een fysieke trainingsinstructeur bij het Kosmonautentrainingscentrum Joeri Gagarin.